# Дверь в смерть
«Дверь в смерть» (англ. Death’s Door) — восемнадцатая серия пятого сезона культового британского телесериала «Мстители» с Патриком Макни и Дайаной Ригг в главных ролях и Клиффордом Эвансом, Уильямом Лукасом и Алланом Катбёртсоном в качестве приглашённых звёзд.

## Сюжет
В Великобритании проводится важная мирная конференция, на которой британский делегат сэр Эндрю Бойд ожидает принятия судьбоносного для будущего международных отношений в Европе соглашения. Бойд прибывает в конференц-центр и находится в окружении толпы фотографов. Вдруг он начинает вести себя странно. Будучи дезориентированным, он подходит к двери конференц-зала и имеет сильное предчувствие, что он будет убит, если зайдёт. Он отказывается от намерения войти и бежит от места проведения конференции.

## В ролях
| Актёр             | Роль                |
| ----------------- | ------------------- |
| Патрик Макни      | Джон Стид           |
| Дайана Ригг       | Эмма Пил            |
| Клиффорд Эванс    | сэр Эндрю Бойд      |
| Уильям Лукас      | Стэпли              |
| Аллан Катбёртсон  | лорд Джордж Мелфорд |
| Марне Мейтленд    | Альберт Бекер       |
| Пол Доукинс       | доктор Эванс        |
| Мишель Фор        | Паврет              |
| Питер Томас       | Сондерс             |
| Уильям Лион Браун | Дэлби               |
| Тэрри Йорк        | Хэйнс               |
| Терри Мейдмент    | Джепсон             |

## Интересные факты
- Газета "The Daily Сlarion", которую изучает в своем автомобиле сэр Эндрю на фоне проекции, идентична той, которую Эмма читает в поезде в эпизоде "Странный случай по пути на станцию"[2].
- Календарь на столе лорда Мельфорда был использован позже в эпизоде "Задание в высшей степени невероятное"[2].
- Актер Майкл Гоф посетил съемочную площадку эпизода для создания слепка его бюста для следующей серии в производственном порядке "Возвращение кибернота"[3].

## Производство
Съемка серии началась 3 мая 1967 года и была закончена 13 июня того же года. Была спродюсирована Альбертом Феннелом и Брайаном Клеменсом и исполнительным продюсером Джулианом Уинтлом, в производство была спроектирована Робертом Джонсом.

## Эфир
- Серия впервые транслировалась в Великобритании в Grampian Television регионе в среду 4 октября 1967 года[6].
- В воскресенье 10 декабря 1995 года сокращенная версия серии транслировалась на российском телеканале "ТВ6 Москва"[7][8]. Показ не включал рекламные вставки.

## Русский закадровый перевод на киностудии "Фильмэкспорт"
- Светлана Кормашова — перевод на русский язык
- Ирина Морозова — режиссер
- Юрий Дмитриев — звукооператор
- Елена Шмелева — инженер звукозаписи

Роли озвучивали:
- Марина Левтова — Эмма Пил
- Дмитрий Матвеев — Джон Стид, титры и надписи
- Борис Быстров — Стэпли и доктор Иванс
- Владимир Вихров — Паврет, Бекер и Хэйнс
- Юрий Саранцев — Эндрю
- Игорь Тарадайкин — лорд Мельфорд